# Марпод (комуна)
Марпод (рум. Marpod) — комуна у повіті Сібіу в Румунії. До складу комуни входять такі села (дані про населення за 2002 рік):
- Ілімбав (228 осіб)
- Марпод (625 осіб) — адміністративний центр комуни

Комуна розташована на відстані 202 км на північний захід від Бухареста, 28 км на схід від Сібіу, 121 км на південний схід від Клуж-Напоки, 89 км на захід від Брашова.

## Населення
За даними перепису населення 2002 року у комуні проживали 853 особи.
Національний склад населення комуни:
| Національність | Кількість осіб | Відсоток |
| -------------- | -------------- | -------- |
| румуни         | 763            | 89,4%    |
| цигани         | 60             | 7,0%     |
| німці          | 22             | 2,6%     |
| угорці         | 8              | 0,9%     |

Рідною мовою назвали:
| Мова      | Кількість осіб | Відсоток |
| --------- | -------------- | -------- |
| румунська | 825            | 96,7%    |
| німецька  | 23             | 2,7%     |
| угорська  | 5              | 0,6%     |

Склад населення комуни за віросповіданням:
| Релігія                                       | Кількість осіб | Відсоток |
| --------------------------------------------- | -------------- | -------- |
| православні                                   | 801            | 93,9%    |
| п'ятдесятники                                 | 10             | 1,2%     |
| лютерани                                      | 10             | 1,2%     |
| лютерани (Аугсбурзького сповідання)           | 9              | 1,1%     |
| старообрядці                                  | 7              | 0,8%     |
| лютерани (Синодально-пресвітеріанська церква) | 6              | 0,7%     |
| римо-католики                                 | 2              | 0,2%     |
| реформати                                     | 2              | 0,2%     |
| греко-католики                                | 2              | 0,2%     |
| баптисти                                      | 2              | 0,2%     |
| бретрени                                      | 1              | 0,1%     |
| не релігійні                                  | 1              | 0,1%     |